# 金津義旧
金津 義旧（かなづ よしもと）は、室町時代後期から戦国時代にかけての武将。通称の新兵衛の方が有名で、金津 新兵衛（かなづ しんべえ）として知られる。妻は長尾虎千代（後の長尾景虎・上杉謙信）の乳母である。現在流布している新兵衛の素朴でありながらも謙信に対する忠誠心の厚い人物像は海音寺潮五郎の小説『天と地と』とこれを原作とした『天と地と (NHK大河ドラマ)』（謙信役：石坂浩二、新兵衛役：高松英郎）および小松重雄の小説『聖将 上杉謙信』などによって広められた（詳細は出典を参照のこと）。

## 生涯
金津氏は、越後国金津に土着した清和源氏平賀氏の流れを汲む一族で、長尾氏以上の家柄だったため、謙信は新兵衛のことを家臣と言うよりは上位の客将であると公言していた。
虎千代は、父・長尾為景が当時としては非常に高齢になってからもうけた子であったため、長尾家家臣団はもとより、実の父からも本当に我が子なのかと疑われる有様で、そんな愛情のない家庭に育った幼い頃の虎千代は自然と塞ぎがちで、疑心暗鬼に苛まれる子だった。妻がその乳母となったのが縁で、やがて虎千代の養育係となったのが新兵衛だった。虎千代は新兵衛のことを父のように慕い、一人新兵衛の前では明るく子供らしく振舞ったと言われている。
そうしたことから、成人した長尾景虎の新兵衛に対する信頼は非常に厚いもので、景虎の出兵時には居城春日山城の留守居役を任されるほどだった。新兵衛自身もその信頼に応えるべく、生涯にわたって景虎の脇を固める働きをした。
のちに上杉二十五将にも数えられている。家督や名を養子に譲り隠居した。

## 逸話
若き頃の新兵衛は猛将で、合戦中に尿意をもよおしても放尿しながら片手に持った槍で敵を三人斬り捨てたという伝説も残る。また、越後守護・上杉定実の旧臣・黒田秀忠が、虎千代の兄で越後守護代の長尾晴景に対して謀叛をおこした際には、敵勢から虎千代を守るために床下に隠れさせ、一難去った後に虎千代を救け出したこともある（後に黒田は景虎に討伐されている。ただし、現在の研究では晴景を支持して景虎を討つために起こしたと考えられている→黒田秀忠）。